# هلن هومز
هلن هومز (انگلیسی: Helen Humes؛ ۲۳ ژوئن ۱۹۱۳ – ۹ سپتامبر ۱۹۸۱) یک موسیقی‌دان اهل ایالات متحده آمریکا بود.